# Rodinný dům Pszczólkových

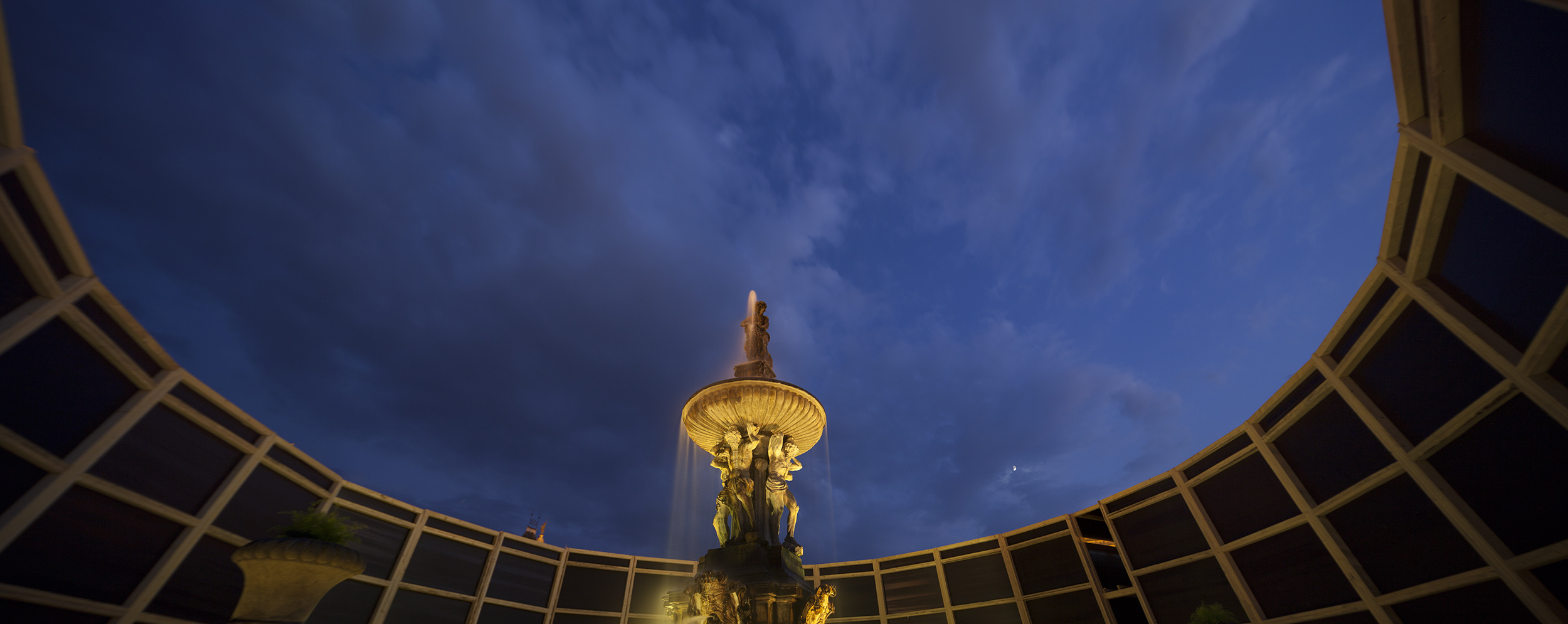
Dílo „Vnímání“ vystavené na náměstí Přemysla Otakara II. v Českých Budějovicích na podzim 2016

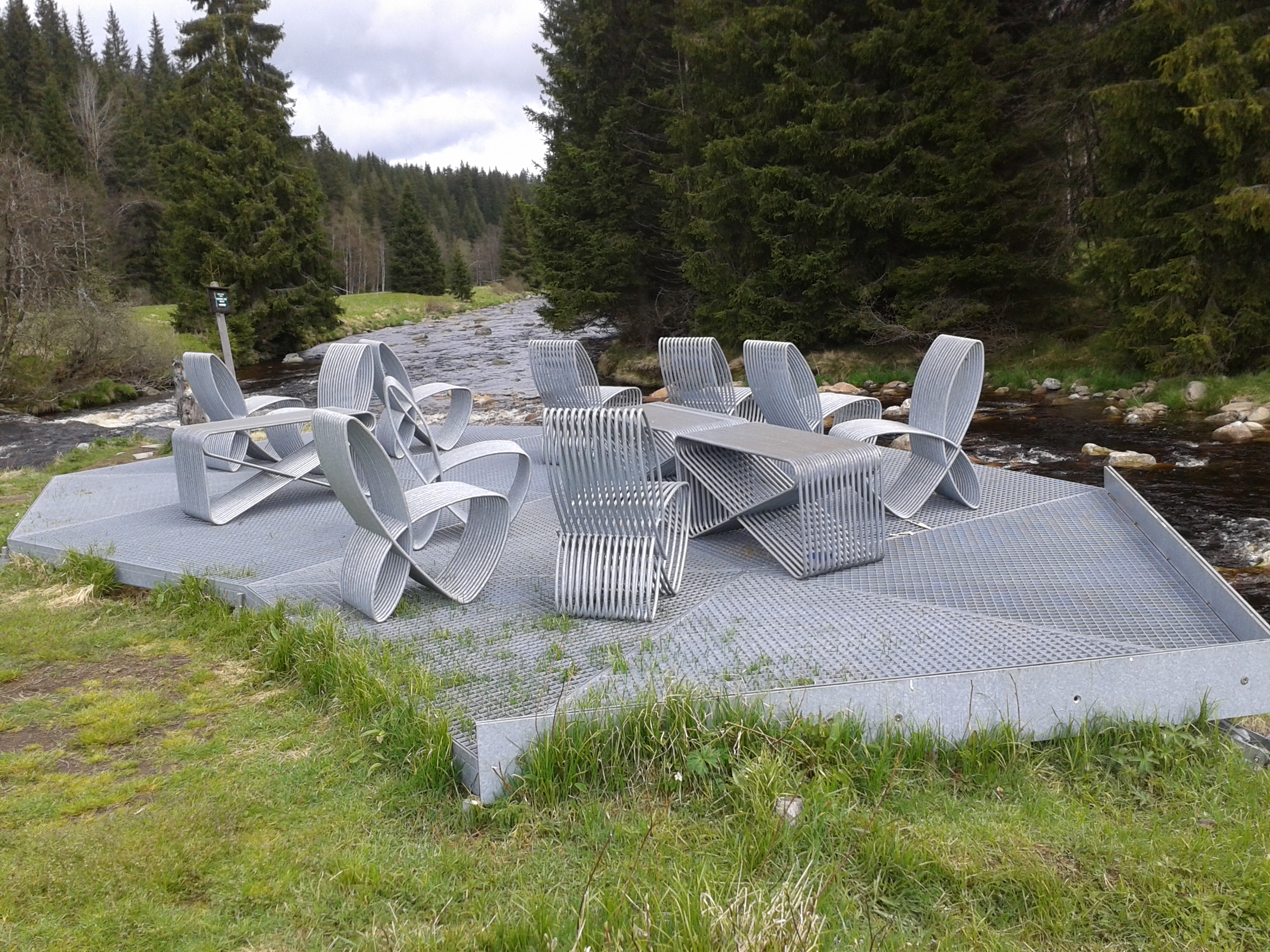
2009–2010: „Pokoj v krajině“, Modrava

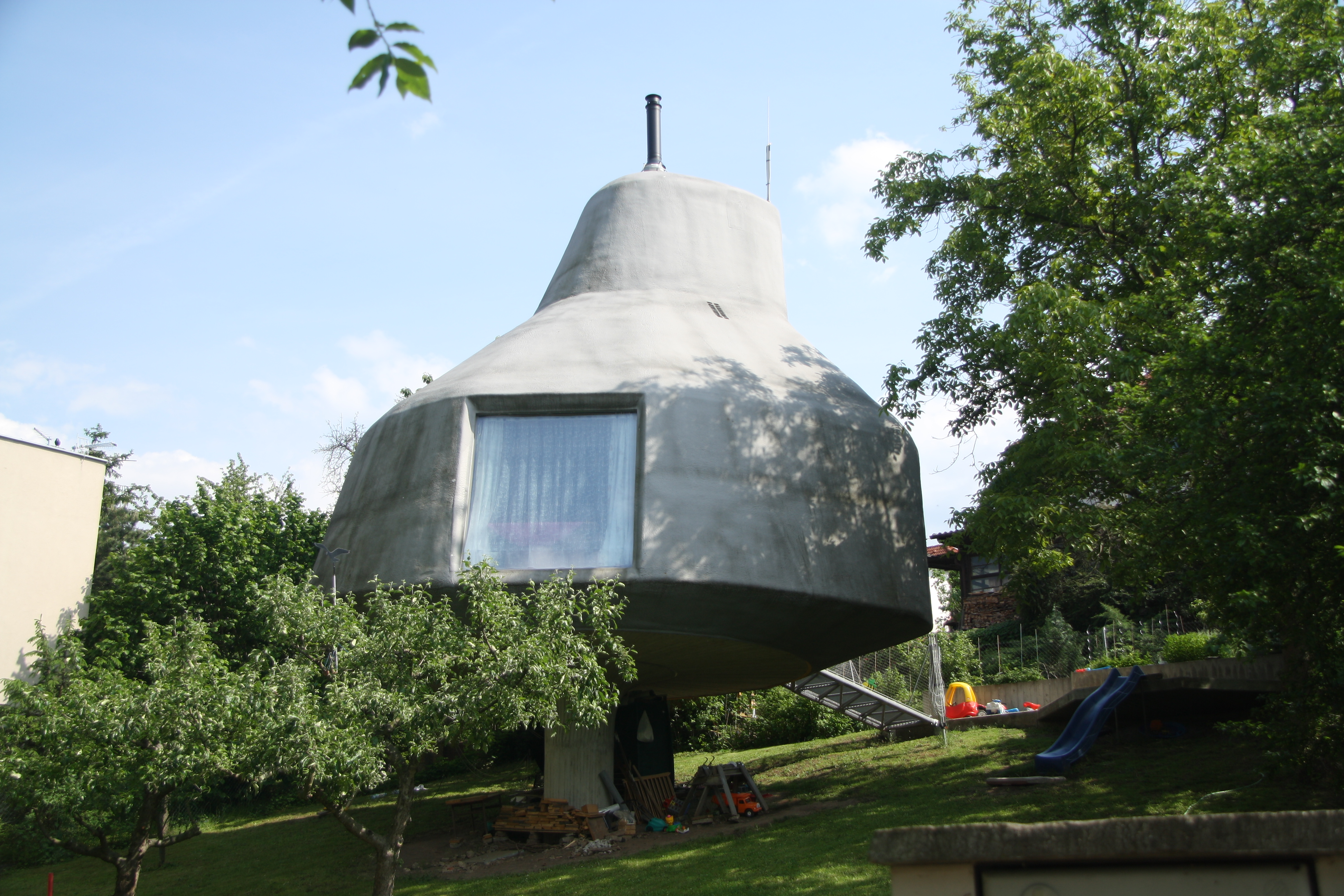
Celkový pohled na vilu v ulici K Rokytce 1686 v Praze–Kyjích; „Dům v sadu“

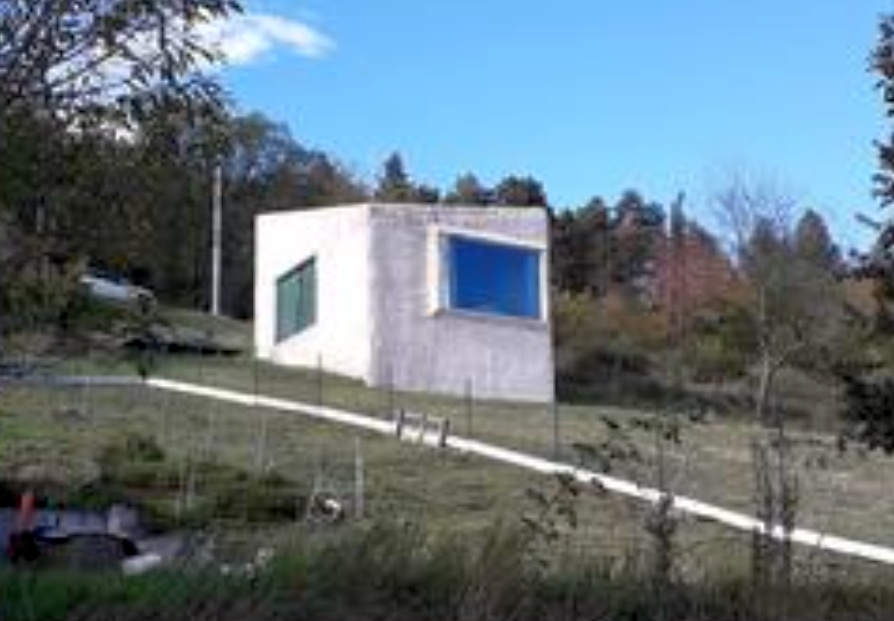
2000–2009: „Vila Hermína“, Černín

Vila v Berouně je „karteziánsky“ pojatý obytný objekt (někdy nazývaný jako Rodinný dům Pszczolkovi) ve Slunečné ulici v Berouně řešený jako montovaný ocelový skelet s výplněmi z betonových panelů a skla. Vila byla dostavěna v roce 2004 podle návrhu (z roku 2001) dnes (2020) již neexistující architektonické dílny „HŠH architekti“ (Petr Hájek, Tomáš Hradečný, Jan Šépka) za spolupráce s Janem Kolářem a Janou Zlámalovou. Realizace této „vily v Berouně“ získala v roce 2004 zvláštní cena poroty v soutěži „Nový domov“ a v roce 2005 jí udělil německý časopis Bauwelt čestné uznání Bauwelt–Preis za rok 2004.

## Umístění objektu
Architektonicky neotřelá „vila v Berouně“ je postavena na jižním svahu v západní části Berouna v místě s výhledem do okolní krajiny. Tento rodinný dům se nachází v oblasti s novou výstavbou okolních rodinných domů, které je možno vesměs charakterizovat jako standardní „katalogové domy“.

## Popis objektu

### Prostorový dům
Architektonická originalita vily spočívá v tom, že objekt byl navržen jako prostorová struktura (mřížka) složená z 24 „krychlí“ organizovaných ve dvou podlažích, každé podlaží pak v sestavě 2 × 6 krychlí.

### Buněčná struktura
Každá základní samostatná objemová jednotka – krychle (o rozměrech 3 × 3 × 3 metry) – má (podle polohy v objektu a dle potřeby) určenu nějakou konkrétní úlohu. Všechny funkce rodinného domu jsou tak rozloženy do abstraktní struktury (jakési prostorové „šachovnice“) s tím, že jednotlivé místnosti v podlaží jsou definovány různým počtem obsazených čtvercových polí (3 × 3 metry) a jejich polohou v této šachovnici. Pokud je třeba jsou tato čtvercová modulární pole ohraničena pevnými nebo posuvnými stěnami a jejich charakter je určen jen jejich „náplní“.

### Interiér
Svojí podstatou se jedná o jakýsi „malý panelový dům“ (s nosným modulem 3 × 3 × 3 metry) bez hlavní fasády a jakékoliv hierarchie, kde se všechny jeho části spolu pojí dohromady stejným systémem. Vnitřek celého objektu neobsahuje žádné chodby a jednotlivé místnosti jsou různým způsobem spolu spojeny. Tato koncepce vytváří nejen flexibilitu v užívání interiéru, ale dává obyvatelům vily i možnost svobodného pohybu uvnitř objektu. Navíc vertikální propojení některých krychlí podporuje lepší vnímání vnitřní geometrické struktury celého objektu.

## Vybrané stavební a ekonomické údaje
- Autor (architekt): HŠH architekti, s. r. o. (Petr Hájek, Tomáš Hradečný, Jan Šépka)[4]
- Spolupráce: Jan Kolář, Jana Zlámalová[4]
- Klient (investor): Klient: manželé Pszczolkovi[4]
- Návrh zahrady: Radka Šimková, Martina Vlnasová, terra floridus[4]
- Projekt: roky 2001 – 2002[4]
- Realizace: roky 2003 – 2004[4]
- Náklady na realizaci: 9,5 milionu Kč (v roce 2004)[4]
- Dodavatelé:[4]
  - Ocelové konstrukce: Metalstav
  - Sklocementové panely: Dako Brno
  - Okenní výplně: Nevšímal, a. s.
  - Stavební práce: VHG
  - Střešní plášť: Dektrade a.s., Viskont
  - Kovářské práce: Jaroslav Prošek (kovářství Zbečno)
  - Interiéry: MY DVA holding, a. s.[p 4]
  - Truhlářské výrobky: Pavel Dusil